# Ramón Saadi
Ramón Eduardo Saadi (Mar del Plata, 6 de febrero de 1949-San Fernando del Valle de Catamarca, 8 de febrero de 2023) fue un abogado y político argentino, perteneciente al Partido Justicialista, que fungió como gobernador de la provincia de Catamarca entre 1983 y 1987, y nuevamente entre 1988 y 1991. Ejerció también como diputado nacional por el distrito catamarqueño por los períodos 1991-1995 y 1999-2003, y como senador nacional entre sus dos gobernaciones, y luego entre 2003 y 2009. Era hijo del también gobernador Vicente Saadi, quien fuera su sucesor y a quien sucedió tras su fallecimiento en 1988. En torno a él y a su padre se creó una corriente dentro del justicialismo catamarqueño denominada «saadismo», término empleado también para referirse al período histórico en que ambos gobernaron (1983-1991).
Llegó al poder por primera vez en las elecciones provinciales de 1983, que significaron la restauración de la democracia en la Argentina después de siete años de dictadura militar, tras derrotar por escaso margen a Ernesto Alderete Salas, de la Unión Cívica Radical, presuntamente sin haber nacido en la provincia ni haber residido en ella por mucho tiempo. Durante su gobierno, Saadi creó la comisión de Derechos Humanos y de Violaciones de Normas Penales, medida que fue aplaudida por los sectores afectados por la represión del régimen militar. Sin embargo, el mandato de Saadi se caracterizó por corrupción, así como por acusaciones de sostener un «régimen familiar feudal» por parte de la oposición. Tras la elección de su padre, Vicente Saadi, nuevamente como gobernador en 1987, Saadi culminó su primer mandato y fue elegido senador nacional (sucediendo también a su padre en el cargo). Sin embargo, su sucesor falleció tan solo ocho meses más tarde, el 10 de julio. Saadi retornó al poder luego de que el gobierno de Oscar Garbe, vicegobernador de su padre, adelantara las elecciones provinciales, asumiendo el 10 de diciembre de 1988, e impulsó también una reforma constitucional que, entre otras cosas, habilitaba la reelección indefinida de los cargos ejecutivos. Apoyó al gobernador de la provincia vecina de La Rioja Carlos Menem en su campaña presidencial y, tras su victoria, fue uno de los gobernadores más cercanos al presidente.
La hegemonía del saadismo llegó a un abrupto final con el Homicidio de la adolescente María Soledad Morales, acaecido el 8 de septiembre de 1990, a manos de un grupo de jóvenes, entre los cuales supuestamente se encontraban hijos y sobrinos del diputado oficialista Ángel Luque, del intendente capitalino José Jalil y del jefe de policía local. fue Senador hasta el golpe de 1976.El estado provincial enfrentó una creciente cobertura y presión mediática a medida que la investigación avanzaba, y se realizaron masivas manifestaciones (conocidas como «marchas del silencio») durante los siguientes meses exigiendo la renuncia del mandatario, lo que llevó al gobierno de Menem a retirarle su apoyo. Finalmente, el 17 de abril de 1991, Menem decretó la intervención federal a los tres poderes de Catamarca. Saadi intentó retornar al poder en las elecciones provinciales de diciembre, pero fue ampliamente derrotado por el candidato radical Arnoldo Aníbal Castillo, apoyado por la alianza Frente Cívico y Social.
Después de su derrota, Saadi asumió como diputado nacional, cargo que ejerció por dos mandatos no consecutivos, dejando la cámara entre 1995 y 1999 y retornando en las elecciones de ese año. Fue elegido senador nacional en 1995, con la instauración de la figura del senador por la minoría, pero su diploma fue impugnado por la cámara y no pudo asumir el cargo. Volvió a competir por la gobernación catamarqueña en dos ocasiones más (1995 y 1999) en ambas instancias siendo derrotado por su oponente radical por márgenes holgados. En 2003, finalizando su mandato como diputado, fue elegido senador nacional por la minoría de Catamarca con tan solo el 24,52% de los votos. En 2009 buscó la reelección pero se ubicó en tercer lugar detrás del Frente Cívico gobernante a nivel provincial, y el Frente para la Victoria gobernante a nivel nacional, no logrando acceder al Senado.

## Primeros años
Ramón Saadi nació el 6 de febrero de 1949. Su origen y lugar de nacimiento son objeto de controversia, con algunas fuentes situándolo en San Fernando del Valle de Catamarca. De acuerdo con el periódico La Nación, nació en Mar del Plata, provincia de Buenos Aires, de manera circunstancial. Hijo de Vicente Saadi (1913-1988), entonces candidato a gobernador de Catamarca por el hegemónico Partido Peronista (posteriormente electo y depuesto por una intervención federal tan solo en noviembre de ese mismo año), y de su esposa Alicia Cubas (1916-2004). Fue el segundo de tres hermanos, menor que su hermana Alicia y mayor que su hermano Luis, quienes ejercerían numerosos cargos legislativos nacionales y provinciales durante y después el saadismo. Sus abuelos eran inmigrantes oriundos de Siria. Se casó siendo joven con Pilar Kent, con quien tuvo un hijo, Julián, en 1983.

## Carrera política temprana
Militó desde joven, al igual que su padre, en el Partido Justicialista. Fue presidente de la Juventud Peronista de Catamarca en 1974. Sin embargo, vivió una gran parte de su juventud en Capital Federal. Estudió en la Facultad de Derecho de la Universidad de Buenos Aires, recibiéndose de abogado el 25 de abril de 1977. Entre 1978 y 1982, durante la dictadura militar autodenominada Proceso de Reorganización Nacional, fue editor del diario La Voz, que su padre dirigía.

## Primera gobernación de Catamarca: 1983-1987

### Elecciones de 1983
Saadi retornó a Catamarca poco antes del colapso de la dictadura militar y presentó su candidatura a gobernador en las elecciones venideras, programadas para el 30 de octubre, en conjunto con las elecciones nacionales. Su candidatura fue impugnada bajo el alegato de que no había nacido en la provincia ni cumplía con los requisitos de residencia. Sin embargo, Saadi presentó un registro de conductor que fijaba su residencia en Tapso, una pequeña localidad ubicada entre el departamento El Alto de Catamarca y el departamento Choya de Santiago del Estero. La justicia electoral tomó como válido el documento y no se cuestionó la candidatura de Saadi.
El principal oponente del justicialismo sería el radical Ernesto Alderete Salas, aunque también destacó la candidatura de Ignacio Joaquín Ávalos, del Movimiento Popular Catamarqueño (MPC), partido de carácter provincial que había quedado en segundo puesto en las elecciones de 1973. Pese a la tradicional hegemonía justicialista, a nivel nacional se impuso holgadamente el radicalismo con Raúl Alfonsín como candidato. La elección catamarqueña fue sumamente ajustada, y aunque las primeras estimaciones preveían una victoria de la UCR, finalmente un recuento en los departamentos pequeños del interior otorgó la victoria a Saadi por estrecho margen, recibiendo el 39,72% de los votos positivos contra el 36,06% de Alderete Salas y el 16,48% de Ávalos. La diferencia entre Saadi y Alderete Salas fue de solo 3.845 votos exactos, y la UCR triunfó con más del 46% de los sufragios en la elección presidencial (siendo Catamarca la única provincia del extremo norte de Argentina donde venció Alfonsín), lo que llevó a que se dieran acusaciones de fraude electoral, que fueron desestimadas.
Saadi asumió la gobernación el 10 de diciembre de 1983. Tenía solo treinta y cuatro años al momento de su asunción. Debido al sistema electoral mayoritario empleado en la provincia, contó con mayoría absoluta tanto en la Cámara de Diputados como en el Senado Provincial.

### Período de gobierno
Durante su primer mandato, Saadi mantuvo una relación estrecha con el gobernador de la vecina provincia de La Rioja, Carlos Menem, que posteriormente sería elegido presidente de la Nación. Después de su victoria y a partir del año 1984, el saadismo se consolidó con una creciente presencia de Saadi o sus familiares en la función pública, lo que desató acusaciones de nepotismo por parte de la oposición provincial. Su padre, Vicente, asumió como vicepresidente del Partido Justicialista a nivel nacional y participó ese mismo año en un histórico debate televisivo con Dante Caputo, Ministro de Relaciones Exteriores, representando la negativa en el plebiscito nacional convocado por el gobierno de Alfonsín para resolver el conflicto del Beagle y firmar un Tratado de Paz y Amistad entre Argentina y Chile. La polémica actuación de Vicente Saadi en el debate, además de contribuir a una abrumadora victoria del "Sí" en el plebiscito (siendo irónicamente Catamarca la provincia donde más apoyo recibió, con un 95,06% de apoyo, aunque también con la segunda mayor abstención, de 49,06%), debilitó ligeramente al saadismo. Tan solo un mes después de la consulta, el diputado radical José Alberto Furque solicitó públicamente la intervención federal de la provincia, realizando numerosas declaraciones en las que aseguraba que Saadi estaría construyendo un sistema de «irritante y grave nepotismo». Sin embargo, el proyecto de ley presentado a tal fin no prosperó.
De cara a las elecciones legislativas de medio término, que tuvieron lugar el 3 de noviembre de 1985, el peronismo concurrió prácticamente dividido en dos, mientras que la mayor parte de la oposición provincial se alió en una coalición. Aunque el saadismo continuó siendo la expresión mayoritaria del justicialismo catamarqueño, perdió las elecciones de diputados provinciales contra una coalición entre la Unión Cívica Radical y el Movimiento Popular Catamarqueño, que logró el 50,84% de las preferencias contra el 43,78% de la lista saadista. Logró imponerse en las elecciones de senadores por muy escaso margen. El oficialismo se vio de este modo, durante el segundo bienio de gestión, enfrentado a una oposición con mayor fortaleza parlamentaria.
El saadismo se vio beneficiado por el debilitamiento político del gobierno de Alfonsín durante el año 1987. Saadi no podía presentarse a una reelección inmediata debido a que esta estaba prohibida por la constitución provincial, vigente desde 1965. Aunque originalmente hubo intenciones del gobierno de reformar la constitución y llegó a presentarse un proyecto, la oposición contó con los votos suficientes en la legislatura para hacerla fracasar. El Partido Justicialista catamarqueño presentó entonces a Vicente Saadi como su candidato, con Oscar Garbe como compañero de fórmula. Reforzada tras su triunfo menos de dos años atrás, la alianza entre la UCR y el MPC incorporó al pequeño partido La Voz del Pueblo, que había logrado el 4,08% de los votos en las anteriores elecciones, y presentó como candidatos a los mismos que habían ganado la elección legislativa: el radical Genaro Collantes y el emepecista Ignacio Joaquí Ávalos. Vicente Saadi obtuvo un amplio triunfo con el 54,16% de las preferencias, resultando elegido nuevamente como gobernador, y el PJ recuperó por abrumador margen su mayoría legislativa, con dos tercios del Senado y un pequeño quorum en la Cámara de Diputados. Finalizando su mandato y tras entregar el cargo a su padre, Saadi fue elegido senador nacional en su reemplazo, intercambiando padre e hijo los cargos que ocupaban.

## Senador Nacional: 1987-1988
Saadi asumió como senador nacional el 16 de diciembre de 1987, seis días después de dejar la gobernación. Se mantuvo en el cargo durante once meses, cuando renunció formalmente para asumir en diciembre de 1988 por segunda vez la gobernación de Catamarca. Durante su breve gestión parlamentaria, Saadi presentó tan solo tres proyectos de ley, ninguno de los cuales llegó a debatirse y cuyos expedientes caducaron definitivamente en 1990. Uno de ellos buscaba derogar leyes anteriores con respecto a la delimitación de fronteras entre Catamarca y Santiago del Estero, sin éxito. El último de estos, presentado el 22 de septiembre de 1988, poco antes de su renuncia, establecía la creación de un Consejo Federal de Informática (CONFEIN). Tras su victoria en las elecciones provinciales catamarqueñas y retorno a la gobernación, Saadi elevó su renuncia el 7 de noviembre, siendo esta aprobada el día 23 del mismo mes. Sería sucedido como senador por su hermana, Alicia Saadi.

## Segunda gobernación de Catamarca: 1988-1991

### Reforma constitucional y retorno al poder
El gobierno saadista vio en 1988 un clima político favorable para lograr una reforma de la constitución provincial, a pesar de no gozar de la mayoría de dos tercios requerida para que esta fuera aprobada sin lograr antes un consenso con sectores opositores.  El proyecto de ley presentado ante la legislatura establecía la necesidad del llamado a una constituyente con propósitos que fueron considerados como demasiado vagos por la oposición: reformar el régimen municipal, la división territorial de los departamentos, la estructura del Poder Ejecutivo, la distribución legislativa, la incorporación de los derechos de las minorías, instituir la figura del referéndum, entre otros. El 28 de junio, seis diputados de la bancada radical votaron favorablemente a la medida, logrando una mayoría de 25 votos sobre 8 que habilitó la reforma. Estos diputados, conocidos coloquialmente como "Grupo de los Seis", fueron expulsados de la UCR por la convención provincial días más tarde, y pasaron a colaborar con el saadismo. El Senado, con abrumadora mayoría justicialista, aprobó el proyecto con 12 votos a favor y 4 en contra al día siguiente de que los diputados lo hicieran, prácticamente sin debate al respecto, y convocando a elecciones de convencionales constituyentes para el 7 de agosto. Entre la aprobación de la reforma y las elecciones constituyentes, el gobernador Vicente Saadi falleció el 10 de julio, dejando el poder en manos de su vicegobernador, Oscar Garbe. Con el argumento de que no se había realizado un debate real al respecto, y de que la reforma era demasiado apresurada, la convención radical decretó la "abstención militante" en las elecciones de convencionales constituyentes. De cara a los comicios, Saadi estableció una coalición electoral liderada por el PJ y que integraba, además, a los seis radicales que habían apoyado la reforma, un sector del Partido Demócrata local, y a varios dirigentes gremiales y religiosos. Esta alianza se llamó Frente de Unidad y Solidaridad Constituyente (FUSC), y obtuvo la totalidad de las bancas en juego con el 86,65% de los votos positivos.
La constituyente estuvo en funciones por menos de dos semanas, a partir del 18 de agosto, y la nueva constitución provincial fue promulgada tan pronto como el 3 de septiembre de 1988. La reforma había modificado la anterior carta magna en varios puntos importantes: reelección indefinida del gobernador y el vicegobernador, aumento de los diputados provinciales de 35 a 41, elección de los diputados mediante representación proporcional por listas con la provincia como distrito único, e inclusión de los mecanismos de referéndum y consulta popular además de capítulos concernientes a los regímenes educativo, científico, tecnológico y cultural. Por último, la nueva constitución establecía que, en caso de que el gobernador no completara su período, el vicegobernador solo podría completarlo siempre y cuando faltara menos de un año para la finalización del mandato constitucional. Caso contrario, tendría que realizarse una elección únicamente para el cargo de gobernador para completar el período. Este apartado, dada la muerte de Vicente Saadi, exigía que se realizara una nueva elección para gobernador, pues faltaban todavía más de tres años para la finalización del mandato, el 10 de diciembre de 1991. Los nuevos comicios se programaron para el 2 de octubre, y Saadi anunció rápidamente su intención de presentarse en dicha elección.
Ante los nuevos comicios, la oposición fue tomada por sorpresa y no pudo configurar nuevamente una alianza, presentándose el diputado José Alberto Furque como candidato a gobernador del radicalismo y principal oponente de Saadi. Ante una oposición débil y dividida, con una crisis interna debido a la reforma, Saadi se impuso por holgado margen logrando el 58,46% de los votos positivos contra el 35,64% de Furque. Asumió su segundo y último mandato el 10 de diciembre.

### Período de gobierno
Durante su último gobierno, Saadi mantuvo una postura de abierto apoyo a Carlos Menem, gobernador de La Rioja y posteriormente presidente electo. El gobierno de Saadi unificó las elecciones legislativas provinciales de 1989 con las presidenciales nacionales, realizadas el 14 de mayo. El oficialismo se benefició del arrastre nacional provocado por el amplio triunfo del PJ y obtuvo el 52,80% de los votos, con 15 de las 23 bancas en disputa y logrando una abrumadora mayoría parlamentaria, obteniendo además 7 de los 8 senadores. Sin embargo, a partir de 1990 comenzó a surgir un sector menemista dentro del PJ catamarqueño contrario a Saadi, denominado «facción celeste», y encabezado por José Luis Manzano y Eduardo Bauzá. Esta línea interna jugaría un papel muy importante en el debilitamiento partidario del saadismo, que facilitaría la intervención federal de la provincia.
El 23 de julio de 1990, el gobierno de Saadi decretó el estado de "emergencia cloacal", y anunció la construcción de una red de desagües y una planta depuradora cloacal, denominada «Establecimiento de depurador de líquidos cloacales La Viñita y Colectora Máxima Oeste». Saadi proclamó dicha construcción como la «Obra del Siglo». El gobierno catamarqueño recibió alrededor dieciséis millones de dólares por parte del estado nacional para la realización de la obra. La misma no fue llevada a la licitación pública, sino que fue encomendada a la empresa privada Noruzzi S.A. La empresa cobró alrededor de diez millones de dólares, pero las obras jamás se concretaron, dejando a la provincia con un perjuicio estimado de diez millones de dólares. Dicho escándalo provocó una investigación, iniciada después de la intervención de la provincia, que acabaría llegado hasta la justicia porteña y sería uno de los principales factores que impidieron a Saadi asumir como senador nacional después de su gobernación.

### Caso María Soledad Morales
La madrugada del 8 de septiembre de 1990, después de haber asistido a una fiesta en la discoteca Le Feu Rouge, la adolescente María Soledad Morales desapareció, cuatro días antes de cumplir los dieciocho años. Su cadáver fue descubierto finalmente a la mañana del 10 de septiembre. Había sido salvajemente violada. La escena del hallazgo fue alterada, manipulada por tres individuos vistos por un colectivero. Más tarde se supo que había muerto de un paro cardíaco por una dosis letal de cocaína que le habían obligado a consumir sus violadores y asesinos. Fue reconocida por su padre por una pequeña cicatriz en una de sus muñecas.

Saadi durante la "Marcha de la Verdad", convocada por su gobierno el jueves 31 de octubre de 1990, con el presunto objetivo de rivalizar con las crecientes "Marchas del Silencio", en su contra.

Rumores sobre la posible implicancia en el asesinato de parientes o allegados a la administración saadista y a las fuerzas de seguridad locales se desataron desde el principio. Los principales sospechados fueron Guillermo Luque (hijo del diputado nacional Ángel Luque), Pablo y Diego Jalil (sobrinos del intendente de la capital provincial José Jalil), y Miguel Ángel Ferreyra (hijo del jefe de la policía local, del mismo nombre). A estos jóvenes se les denominaba «hijos del poder». Desde un primer momento las investigaciones fueron demoradas y manipuladas. El mismo jefe de la Policía de la Provincia, comisario general Miguel Ángel Ferreyra al hallar el cadáver ordenó que lo lavaran, borrando huellas y señales de modo irrecuperable. Se tardó más de dos meses en abrir la investigación judicial, y una vez que la justicia intervino, el favoritismo hacia los posibles involucrados fue considerado por gran parte de la población como evidente. En medio de la investigación, Guillermo Luque dejó de ser visto en la provincia. Su huida fue notoria y motivo de especulaciones periodísticas. El 22 de febrero de 1991, el periodista Alberto Moya lo descubrió en Buenos Aires, adonde había sido llevado por el comisario Luis Patti, quien posteriormente sería condenado a cadena perpetua por delitos de lesa humanidad, y había sido enviado por el gobierno Menem a la provincia para participar en la investigación.
El asesinato de la joven y la sesgada investigación desataron un repudio popular generalizado, pues pusieron de manifiesto en forma casi declarada las condiciones de dominación política «semifeudal» en las que vivían los ciudadanos de la provincia. Durante los meses posteriores se realizaron masivas manifestaciones en la capital provincial, conocidas como "Marchas del Silencio", encabezadas por la religiosa Martha Pelloni, directora del colegio al que asistía la víctima. El gobierno de Saadi intentó responder a los manifestantes el 31 de octubre de 1990 con una «Marcha de la Verdad», en la que el mismo gobernador estuvo presente. La manifestación oficialista registró una escasa asistencia en comparación con las Marchas del Silencio y durante la misma los aliados del saadismo acusaron a la oposición de politizar el asesinato con el único propósito de conspirar contra el gobierno.
La «Marcha de la Verdad» fue seguida al día siguiente por la Marcha del Silencio más concurrida de las que se realizaron, y ambas posturas acabaron dividiendo profundamente a la sociedad catamarqueña: mientras que en un principio las protestas exigían una investigación limpia e imparcial y el esclarecimiento del crimen, finalmente acabaron tomando posiciones políticas más abiertas, exigiendo la renuncia de Saadi y la intervención de los tres poderes de la provincia.

### Intervención federal
La reacción del gobierno de Menem ante la cuestión catamarqueña fue aceptar finalmente la intervención federal al poder judicial de la provincia el 4 de abril de 1991, aunque tanto Saadi como los legisladores provinciales permanecieron en sus cargos. José Luis Ventimiglia asumió como interventor judicial y dictó la prisión preventiva contra Guillermo Luque. Después de esto, el diputado nacional Ángel Luque, padre del sospechado, declaró ante los medios de comunicación: "Si mi hijo hubiera sido el asesino, el cadáver no habría aparecido, tengo todo el poder para eso". El repudio ante esta declaración fue absoluto, y la Cámara de Diputados anunció la destitución de Luque del cargo «por indignidad moral» de manera prácticamente unánime.
El 17 de abril, mismo día en que se solicitó la expulsión de Luque del cuerpo legislativo, Menem confirmó en un mensaje por cadena nacional que haría extensiva la intervención federal a los poderes ejecutivo y legislativo de la provincia, con base al apartado constitucional que le permitía decretar la intervención «para garantizar la forma republicana de gobierno». Los motivos citados por Menem para tomar esta decisión en el decreto de necesidad y urgencia emitido fueron que bajo las autoridades electas vigentes no estaban dadas las condiciones capaces de garantizar debidamente la permanencia del estado de derecho y el normal funcionamiento de las instituciones que caracterizan al sistema republicano, y que habían fracasado los intentos por parte del gobierno nacional de lograr esclarecer las circunstancias del crimen sin comprometer la continuidad en el poder del gobierno provincial. El decreto también cuestionaba la posible decisión del gobierno de Saadi de adelantar las elecciones provinciales, pues consideró que los comicios mismos estarían sospechados de irregularidades, al verse administrados por las mismas autoridades desacreditadas. Menem confirmó a Luis Prol como interventor federal de Catamarca, que asumió al día siguiente. Además del crimen sin resolver, Menem declaró que los «presuntos vínculos» del gobierno de Saadi con el narcotráfico habrían influido en su decisión de extender la intervención.
Al día siguiente, Saadi concedió una conferencia de prensa en Capital Federal. En ella emitió airadas declaraciones, calificando a Menem de «hipócrita» y «traidor», y finalizó exhortando al propio presidente y a los funcionarios de su gobierno a «hacerse una rinoscopía» (en referencia a un examen nasal para determinar el consumo de cocaína). Posteriormente Saadi se referiría a Luis Prol como «langosta federal», y el sector del justicialismo que le era favorable cuestionó la legitimidad del interventor durante toda su duración. La intervención desató una sorpresiva reacción violenta por parte de los allegados al régimen saadista, que realizaron disturbios en la capital provincial, vandalizando las paredes de la casa de gobierno con insultos contra Menem o consignas favorables al gobernador depuesto. También se cometieron amenazas contra opositores conocidos al gobierno y agredieron físicamente a periodistas que cubrían los hechos. El mismo día del anuncio estaba organizada una Marcha del Silencio, que fue cancelada por falta de garantías.

### Derrota electoral

Resultados por departamento de las elecciones provinciales de Catamarca de 1991. En rojo los departamentos en los que ganó Arnoldo Castillo. En azul los departamentos en los que ganó Saadi.

Saadi anunció prácticamente desde el día de la intervención que buscaría volver al poder en las elecciones subsiguientes. A su regreso a Catamarca, el 19 de abril, el ya exgobernador fue recibido por una multitud de alrededor de 3.000 simpatizantes. Sin embargo, el peronismo local ya no estaba completamente bajo su mando. El sector «celeste» del menemismo, que fue reforzado por el interventor federal Prol, fundó el Frente Esperanza para la Nueva Catamarca (FENCA), que dejó virtualmente dividido al PJ catamarqueño y presentó la candidatura de Francisco Sotomayor a la gobernación. Saadi fundó su propia coalición, el Movimiento de Afirmación Popular (MAP), con la cual disputar las elecciones. La oposición provincial había comenzado las discusiones para organizarse en una sola alianza ya desde antes de la intervención federal, configurando el Frente Cívico y Social de Catamarca, que fue encabezado por la Unión Cívica Radical y presentó la candidatura de Arnoldo Aníbal Castillo, que había ejercido como último gobernador de facto de la provincia antes de la primera elección de Saadi para el cargo. La administración interventora mantuvo la constitución provincial y el sistema político previos, pero modificó el sistema para la elección de diputados provinciales, acentuando su proporcionalidad. Al mismo tiempo que presentaba su candidatura a gobernador, Saadi se postuló para diputado nacional.
El saadismo basó su campaña en descartar las acusaciones en contra del exgobernador, afirmando que se trató de una campaña de desprestigio y desestabilización organizada por la oposición y el gobierno nacional con el objetivo de generar un clima que propiciara la intervención. Saadi también intentó mostrar una imagen de reforma, afirmando que se corregirían los errores anteriores que su administración hubiera podido cometer, y declaró, durante el cierre de campaña, que "cambiarían la cultura política" de la provincia. Después del cierre, Saadi afirmó ante los medios que la elección definiría la disputa ente «la verdad y la mentira», denunciando que el caso policial se había «utilizado para generar un teoría similar a la Alemania nazi de Hitler o al macartismo» y denunció la intervención como un avasallamiento y una «afrenta al pueblo catamarqueño».
Los comicios tuvieron lugar el domingo 1 de diciembre de 1991. Mientras que se consideraba ampliamente que Saadi perdería por la división del peronismo y el desgaste de su figura, algunas encuestas demostraban un repentino fortalecimiento del MAP durante el último tramo de la campaña. Sin embargo, el exgobernador resultó derrotado por casi doce puntos por Castillo, que logró el 49,07% de las preferencias contra el 37,80% del saadismo. Sotomayor obtuvo el 13,66% de los votos que, unidos a los de Saadi, daban a un peronismo unido el 49,46% del total, una leve ventaja sobre la coalición radical. El nuevo gobierno obtuvo además mayoría en la Cámara de Diputados y la mitad del Senado, con 8 escaños para ambos partidos.
Posteriormente, medios de comunicación analizaron que las gruesas fallas de las encuestas se debían al temor de parte de la población a una posible represalia si confesaban que no iban a votar por Saadi. A pesar de su derrota, el exgobernador logró ingresar a la Cámara de Diputados por el período 1991-1995.

## Post-gobernación

### Candidaturas fallidas
Después de asumir como diputado nacional en 1991, Saadi no renunció a recuperar la gobernación de Catamarca. Volvió a disputar las elecciones de 1995 presentándose por la coalición Frente Justicialista luego de haber logrado unificar al peronismo catamarqueño en torno a su figura, debiendo competir contra Castillo, que buscaba la reelección. Los comicios se realizaron al mismo tiempo que las elecciones presidenciales de 1995, en las que Menem también esperaba obtener un segundo mandato. A pesar de que en Catamarca Menem triunfó por holgado margen con más del 52% de los votos, se registró un corte de boleta masivo, de casi 10% en contra de la candidatura de Saadi, que resultó derrotado nuevamente, imponiéndose tan solo en cinco departamentos. Buscó nuevamente la gobernación en las elecciones siguientes, realizadas en marzo de 1999 y durante las cuales fue apoyado directamente por Menem, que esperaba conseguir apoyos a una posible segunda reelección. Sin embargo, fue nuevamente derrotado, esta vez por el hijo del gobernador saliente, Oscar Castillo. Durante este período, se iniciaron numerosas causas judiciales en su contra por el posible uso de bienes del estado en beneficio propio, contratos fraudulentos en favor de empresas privadas, y enriquecimiento ilícito.
En 1995, el bloque justicialista de la legislatura de Catamarca invistió a Saadi como senador nacional por la minoría, cargo creado tras la reforma constitucional de 1994. Sin embargo, un día antes de asumir, el 12 de diciembre de 1995, la justicia emitió un pedido de captura contra Saadi por una deuda de aportes que databa de 1983. Por iniciativa del vicepresidente Carlos Ruckauf, el diploma de Saadi fue impugnado por la cámara alta, alegando «cuestionamientos éticos». La banca por la minoría catamarqueña permaneció, de este modo, vacante durante todo el período 1995-2001, debido a la negativa de la mayor parte de los bloques a aceptar su juramentación como la del propio Saadi a declinar en favor de otro candidato, buscando en numerosas ocasiones acceder al cargo entre 1995 y 1998, sin éxito. En este período, varios senadores se expresaron de una u otra forma con respecto a la postulación de Saadi. Graciela Fernández Meijide, de Capital Federal y representante del Frente País Solidario, describió a Saadi como un exgobernador que debió ser intervenido por un gobierno de su propio partido, demasiado cuestionado por la opinión pública, y declaró que en caso de que consiguiera la banca senatorial «solicitaría que suspendieran las visitas guiadas al Senado para los jóvenes estudiantes», porque «no habrá nada bueno que mostrar», afirmando que «por la banca donde se siente el señor Saadi, siempre va a planear el fantasma de una joven». Cristina Fernández de Kirchner, justicialista de Santa Cruz, también se manifestó en contra.

### Senador Nacional: 2003-2009
En 2003, fue nuevamente elegido como senador, cargo que desempeñó hasta 2009.